# Adrián Campos
Adrián Campos Suñer (Alzira, Španjolska, 17. lipnja 1960. − Valencia, Španjolska, 28. siječnja 2021.) je bio španjolski vozač automobilističkih utrka, te osnivač momčadi Campos Motorsport. U Formuli 1 je nastupao 1987. i 1988. za Minardi, no bez većih uspjeha. Na utrci 24 sata Le Mansa je nastupao 1997. za momčad Pilot Racing, gdje su mu suvozači bili Michel Ferte i Charlie Nearburg, no utrku nije uspio završiti.

## Vanjske poveznice
- Adrian Campos - Stats F1
- Adrian Campos - Driver Database